# Gorgonidium
Gorgonidium là một chi thực vật có hoa trong họ Ráy.

## Loài
1. Gorgonidium beckianum Bogner - Bolivia
2. Gorgonidium bulbostylum Bogner & E.G.Gonç - Bolivia
3. Gorgonidium cardenasianum (Bogner) E.G.Gonç - Bolivia
4. Gorgonidium intermedium (Bogner) E.G.Gonç - Perú
5. Gorgonidium mirabile Schott - Bolivia
6. Gorgonidium striatum Hett., Ibisch & E.G.Gonç
7. Gorgonidium vargasii Bogner & Nicolson - Perú
8. Gorgonidium vermicidum (Speg.) Bogner & Nicolson - Bolivia, bắc Argentina